# Montilly
 Montilly  là một xã ở tỉnh Allier thuộc miền trung nước Pháp.